# Чонишвили, Сергей Ножериевич
Серге́й Ножери́евич Чонишви́ли (род. 3 августа 1965, Тула, СССР) — советский и российский актёр театра, кино и телевидения, мастер озвучивания (дублирования) фильмов, диктор, телеведущий, писатель. Заслуженный артист Российской Федерации (1999). С лета 1998 года является официальным голосом телеканала «СТС».

## Биография
Родился 3 августа 1965 года в городе Туле.
Отец — Ножери Чонишвили, народный артист РСФСР, грузин, его имя носит Омский дом актёра.
Мать — Валерия Прокоп, народная артистка Российской Федерации, русская, актриса Омского академического театра драмы.
В шестнадцать лет приехал в Москву и поступил в Щукинское училище. Его педагогами были Марьяна Рубеновна Тер-Захарова, Юрий Авшаров, Юрий Катин-Ярцев, Александр Ширвиндт, Николай Волков. В 1986 году окончил училище с красным дипломом и был принят в труппу Московского государственного театра «Ленком», где служил до 2010 года.
В 1993 году актёр принял участие в первом премьерном спектакле Независимого театрального проекта «Игра в жмурики» по пьесе Михаила Волохова, режиссёром которого выступил Андрей Житинкин. В Московском театре-студии под руководством Олега Табакова Сергей играл ещё в двух спектаклях Андрея Житинкина — «Псих» и «Старый квартал». С 2018 года играет Евгения Сергеевича Дорна в спектакле Константина Богомолова «Чайка».
Голосом Сергея Чонишвили озвучена и озвучивается большая часть российских рекламных роликов, документальных фильмов, аудиокниг, а также большое количество анонсов на российских телеканалах — в частности, на «СТС». Тем не менее, сам Чонишвили принципиально отказывается озвучивать политические ролики.
В 2000 году состоялся писательский дебют Сергея Чонишвили — вышел в свет его сборник «Незначительные изменения». В 2003 году была выпущена вторая книга «Человек-поезд».
Дочь — Елена Гроусс-Чонишвили, актриса и продюсер.

## Творчество

### Театральные работы

#### Омский драматический театр
Первые театральные роли:
- «Дон Хиль Зеленые штаны» Тирсо де Молины. Режиссёр Н. А. Мокин — Паж
- «Беседы при ясной луне» В. М. Шукшина. Режиссёр Н. А. Мокин — Славка

#### Московский государственный театр «Ленком»
- «Звезда и смерть Хоакина Мурьеты» Алексея Рыбникова и Павла Грушко. Режиссёр: Марк Захаров
- «Оптимистическая трагедия» Всеволода Вишневского. Режиссёр: Марк Захаров — Приближённый Вожака
- «Поминальная молитва» Григория Горина. Режиссёр: Марк Захаров — Нахум
- «Гамлет» Шекспира. Режиссёр: Глеб Панфилов — Гильденстерн
- «Безумный день, или Женитьба Фигаро» Бомарше. Режиссёр: Марк Захаров — Бартоло
- «Диктатура совести» Михаила Шатрова. Режиссёр: Марк Захаров — Гоша
- «Жестокие игры» А. Н. Арбузова. Режиссёр: Марк Захаров — Никита
- «Юнона и Авось» композитора Алексея Рыбникова на стихи поэта Андрея Вознесенского. Режиссёр: Марк Захаров — Первый сочинитель
- «Королевские игры» Григория Горина. Режиссёр: Марк Захаров — Генри Норрис
- «Мудрец». Режиссёр: Марк Захаров — Городулин, Голутвин, Курчаев
- «Варвар и еретик». Режиссёр: Марк Захаров — де Грие
- «Две женщины». Режиссёр: В. Мирзоев — Ислаев
- «Мистификация». Режиссёр: Марк Захаров — Ноздрёв
- «Ва-банк» по пьесе «Последняя жертва» А. Н. Островского. Режиссёр: Марк Захаров — Салай Салтанович
- «Женитьба» по Н. В. Гоголю. Режиссёр: Марк Захаров — Кочкарёв

#### Другие театры
- «Игра в жмурики» Международный российско-французский театральный проект по пьесе Михаила Волохова, в постановке Андрея Житинкина. Роль — Феликс[12].
- «Псих» Театр п\р О.Табакова. Режиссёр Андрей Житинкин. Роль — Венька.
- «Старый квартал» Театр п/р Олега Табакова. Режиссёр Андрей Житинкин. Роль — Тай.
- «Метод Грёнхольма» Государственный Театр Наций. Режиссёр Явор Гырдев (Болгария). Роль — Фэрран.
- «Событие» по пьесе Владимира Набокова МХТ им. А. П. Чехова. Режиссёр — Константин Богомолов. Роль — Трощейкин.
- «Свидетель обвинения» МХТ им. А. П. Чехова. Режиссёр — Мари-Луиз Бишофберже. Роль — сэр Уилфрид.
- «Идеальный муж. Комедия» Сочинение Константина Богомолова по произведениям Оскара Уайльда МХТ им. А. П. Чехова. Режиссёр — Константин Богомолов. Роль — Дориан Грей.
- «Гаргантюа и Пантагрюэль» Государственный театр наций. Режиссёр — Константин Богомолов. Роль — Панург и не только.
- «Мушкетёры. Сага. Часть первая» МХТ им. А. П. Чехова. Режиссёр — Константин Богомолов. Роль — Карлсон.

### Фильмография
- 1986 — Курьер — Илья
- 1990 — Дезертир — Табакин
- 1991 — Ночь грешников — Лаврентий Карлович, жандармский пристав
- 1991 — Псих и мелочёвка — Миша
- 1992 — Катька и Шиз — Юрка-Вертолётчик
- 1994 — Мой бедный Пьеро
- 1995 — Петербургские тайны — князь Вольдемар Шадурский
- 1999 — Москва — посетитель клуба
- 2001 — Next — Гамлет
- 2001 — Пятый угол — Сурьев
- 2001 — Семейные тайны — Руслан Деев
- 2001 — Идеальная пара — Вольдемар
- 2002 — Иван-дурак — лейтенант Воронин
- 2002 — Азазель — Ипполит Александрович Зуров
- 2002 — Александр Пушкин — Данзас
- 2002 — Виллисы — отец Игоря
- 2002 — Сдвинутый — Гусятников
- 2003 — Как бы не так — Артист
- 2003 — Право на защиту — Евгений Карлович
- 2003 — Демон полдня — Олег Торлопов
- 2003 — Театральный блюз — Сергей Козырев
- 2003 — Козлёнок в молоке — «Слепой» в самолёте
- 2003 — Третий вариант — Стеф
- 2004 — Я люблю тебя — капитан
- 2004 — Прощайте, доктор Фрейд! — Арнольд
- 2004 — Новогодний романс — Берман
- 2005 — Херувим — Шамиль Исмагилов
- 2005 — Косвенные улики — Зубаров
- 2005 — Подруга особого назначения — Иван
- 2005 — Крупногабаритные — психотерапевт
- 2005 — Отражение первое — Игорь Чайкин
- 2005 — Верёвка из песка — Карик
- 2006 — Человек безвозвратный — Аркадий
- 2006 — Ленинградец — Степан
- 2006 — Женская работа с риском для жизни — Всеволод Мирославский
- 2006 — Капитанские дети
- 2006 — Любовники — Константин Константинович, преподаватель
- 2006 — Леший — капитан Усманов
- 2007 — Личная жизнь доктора Селивановой — Марк Никольский, режиссёр
- 2007 — Точка возврата — Роман Родин
- 2008 — Невеста на заказ — Олег Юрьевич Романов, хирург
- 2008 — Дважды в одну реку — Серёжа Болотов
- 2008 — Леший 2 — следователь
- 2008 — Пари — Серый (озвучил Александр Тютин)
- 2008 — Сезон туманов — Саша
- 2008 — Чизкейк — Михаил
- 2010 — Сивый мерин — Аликбер Рустамович Турчак
- 2010 — Гербарий Маши Колосовой — Костя, художник
- 2010 — Эхо мыслей — следователь Караев
- 2010 — Записки экспедитора Тайной канцелярии — Ушаков
- 2010 — Тридцать седьмой роман — Борис
- 2010 — Земский доктор — Алексей Иванович Субботин, мэр города
- 2010 — Люблю. 9 марта — Михаил
- 2010 — Земский доктор. Продолжение — Алексей Иванович Субботин, мэр города
- 2011 — Записки экспедитора Тайной канцелярии 2 — Ушаков
- 2013 — Дело чести — Павел Константинович Полетаев, адвокат, отец Андрея
- 2013 — Пепел — Сергей Леонидович Ерёменко, майор-особист
- 2013 — Ой, ма-мо-чки! (12-я серия) — Алексей, преподаватель, муж Елены
- 2014 — Новогодний рейс — Сергей, архитектор
- 2016 — Дедушка — Игорь Васильевич Дёмин
- 2016 — Интим не предлагать — Игорь Петрович Савицкий, отец Ивана
- 2017 — Дно (документально-игровой) — Александр Дмитриевич Протопопов
- 2018 — Анатомия убийства (фильм 4-й «Ужин на шестерых») — Роман Георгиевич Виноградов
- 2018 — Петербургский роман — Сергей Алексеевич Круглов, бизнесмен
- 2019 — Содержанки — Сергей Альбертович Матвеев, отец Кати
- 2019 — Волшебник — Авангард (Ваня), бывший музыкант рок-группы «Мэджик», владелец магазина музыкальных инструментов
- 2019 — Московский романс — Василий, адвокат
- 2019 — Отчаянные — Сергей
- 2020 — Полёт — Леонид, бывший муж Кати
- 2021 — Миссия «Аметист» — Павел Викторович Колмогоров, генерал СВР
- 2022 — С нуля — Константин Красовский, преподаватель, любовник Лены и Наташи
- 2023 — Родные люди (новелла «Челябинск») — Евгений, отец Антона
- 2024 — Игры — Александр Дмитриевич Светлов, отец Ирины, военный

#### Киножурнал «Фитиль»
- 2004 — Выпуск № 17 (новелла «Маэстро, ваш выход!») — Андрей Матвеевич

#### Участие в видеоклипах
- Натали: «Считалочка»

### Дубляж и закадровое озвучивание

#### Фильмы

##### Вин Дизель
- Форсаж (серия фильмов) (4-9 части) — Доминик Торетто[13][14]
- Риддик — Ричард Риддик[13]
- Последний охотник на ведьм — Колдер[15]
- Бладшот — Рэй Гаррисон / Бладшот[16]

##### Другие фильмы
- Двойной форсаж — Энрике (Мо Галлини[англ.])[17]
- 8 Миля — Папа Док (Энтони Маки)[17]
- Афера под прикрытием — Роберто Алькаино (Бенджамин Брэтт)[18]
- Смерть Сталина — Иосиф Сталин (Эдриан Маклафлин[англ.]) (дубляж не вышел в свет в РФ)[19]
- 13-й район: Ультиматум — голос за кадром, эпизодические роли[17]
- Мачете и Мачете убивает — Мачете (Дэнни Трехо)[13]
- Хранители — Роршах (Джеки Эрл Хейли)[17]

#### Телесериалы
- ФАКультет — часть мужских персонажей (MTV Россия)[20]

#### Мультфильмы и мультсериалы
- Шрек 2, Шрек Третий, Шрек навсегда — уродливая сводная сестра Дорис[21][17]
- Бемби и Бемби 2 — Князь Леса, бурундук[17]
- Оливер и компания — Роско[17]
- Бивис и Баттхед — все персонажи[22][23]

#### Компьютерные игры
- 2001 — Gothic — Безымянный герой[24]
- 2010 — Alan Wake — Автостопщик, Алекс Кейси[25] (озвучка студии GamesVoice, 2021 г.)
- 2011 — Need for Speed: The Run — Джек Рурк[26] (озвучка студии СофтКлаб, 2012 г.)
- 2016 — Dark Souls III — Кузнец Андрэ (озвучка студии GamesVoice, 2016 г.)
- 2021 — Halo Infinite — Мастер Чиф[27]

### Озвучивание

#### Фильмы
- Пушкин. Последняя дуэль — Николай I
- День выборов — голос Эммануила Гедеоновича[28]
- Москва 2017 — закадровый голос

#### Мультфильмы
- От Ильича до Кузьмича (мультсериал) — все персонажи
- Столичный сувенир — торговец
- Приключения Алёнушки и Ерёмы — Шах Рахман
- Новые приключения Алёнушки и Ерёмы — Шах Рахман, Людоед, переводчик
- Будущее началось — голос за кадром
- Гена с Чебурашкой купили косячок — голос за кадром

#### Телепередачи и документальные фильмы
Голосом Сергея Чонишвили (тембр: баритон, бас) озвучены многие фильмы и ролики российских телеканалов.
- СТС: с лета 1998 года озвучивает все анонсы и ролики канала, а также ряд передач («Форт Боярд. Возвращение», «Галилео с Владимиром Маркони» и др.)
- Первый канал: озвучивает документальные фильмы («Тайны любви», «Тайны смерти», первая редакция фильма «Плесень» и др.), «Yesterday Live» (2009—2013), «Криминальные хроники» (2010—2012). Также — в заставке 1995 года слоган «Это — Первый», антиалкогольная реклама «Береги себя».
- Россия-1: озвучивает документальные фильмы[29] («Властелин мира. Никола Тесла», «Великая тайна воды» и др.)
- НТВ: программа «Совершенно секретно. Информация к размышлению», мюзикл «1001 ночь, или Территория любви» — голос за кадром
- Наша Russia (ТНТ) — голоса некоторых ведущих (сцена в Таганроге, С. Ю. Беляков), Василий Щербаков (сосед C. Ю. Белякова на программе «Кто хочет стать миллионером?»)
- Чернобыль. 20 лет после жизни (РЕН ТВ) — голос за кадром
- Аланы. Дорога на запад — голос за кадром
- Несколько фильмов из научно-популярного цикла «История. Наука или вымысел» — голос за кадром
- Космические столкновения (Московский планетарий) — голос за кадром
- ТВ Центр: озвучивает документальные фильмы («Актёрские драмы», «Легенды эстрады», «Невидимый поединок» и др.)
- Роман в камне (Россия-Культура) — голос за кадром

#### Аудиокниги
- Спектакль по роману Ф. М. Достоевского «Преступление и наказание»: Родион Раскольников.
- Спектакль по роману А. Н. Толстого «Гиперболоид инженера Гарина»: Пётр Гарин.
- Спектакль по роману И. С. Тургенева «Отцы и дети»: Евгений Базаров
- Спектакль по 1-й части трагедии И. В. Гёте «Фауст»: Фауст
- Спектакль по роману Р. Л. Стивенсона «Остров сокровищ»: капитан Александр Смоллетт
- «Приключения капитана Врунгеля» Андрей Некрасов
- «Мой любимый sputnik» Харуки Мураками
- «Молох» Александр Куприн
- «Мартин Иден» Джек Лондон
- «Загадки истории. Том 1. Несколько встреч с покойным господином Моцартом» Эдвард Радзинский
- «S.N.U.F.F.», Виктор Пелевин
- «Любовь к трём цукербринам» Виктор Пелевин
- «Записки экспедитора Тайной канцелярии», Олег Рясков
- «Записки экспедитора Тайной канцелярии. К берегам Нового Света», Олег Рясков
- «Записки экспедитора Тайной канцелярии. Нерассказанные истории. Бостонский потрошитель. Охота», Олег Рясков
- «Король Мадагаскара» Олег Рясков
- «Фактор случайности 1», Олег Рясков
- «Фактор случайности 2», Олег Рясков
- «Фактор случайности 3», Олег Рясков
- «Чёрное озеро», Олег Рясков
- «Чёрное озеро 2», Олег Рясков
- «Операция „Вирус“» Ярослав Веров, Игорь Минаков
- «Беллона» Анатолий Брусникин
- серия «Смерть на брудершафт» Борис Акунин, фильмы 3-10
- «Шпионский роман» Борис Акунин
- «Чёрный город» Борис Акунин
- «Алмазная колесница» Борис Акунин
- «Пиковый валет» Борис Акунин
- «Декоратор» Борис Акунин
- «Левиафан» Борис Акунин
- «Коронация, или Последний из романов» Борис Акунин
- «Весь мир театр» Борис Акунин
- «Креативщик» Анна Борисова
- «Времени нет» Алексей Брусницын
- «Существует ли женщина?» Дарио Салас Соммэр[англ.] Архивная копия от 2 июля 2013 на Wayback Machine
- «Иоганн Себастьян Бах — История одного прозрения» Пряжников Павел
- «Белая гвардия» Михаил Булгаков
- «Дни Турбиных» Михаил Булгаков
- «Прощай, оружие!» Эрнест Хемингуэй
- «Лунный камень» Уилки Коллинз
- «Принц и нищий» Марк Твен
- «Три мушкетёра» Александр Дюма
- «Рыбари и виноградари. Королева принимает по субботам» Михаил Харит
- «Рыбари и виноградари. В начале перемен» Михаил Харит
- «Завтрак у Тиффани» Трумен Капоте
- «Король и Шут: Между Купчино и Ржевкой» — эпиграфы
- «Дюна» Фрэнк Герберт
- «Мессия Дюны» Фрэнк Герберт
- «Дети Дюны» Фрэнк Герберт
- «1984» Джордж Оруэлл
- «Непобедимый» Станислав Лем
- «Капитан Алатристе» Артуро Перес-Реверте

- Анонимное общество любителей морских купаний. Владимир Свержин

Харальд Хорф
Atomic Heart. Предыстория «Предприятия 3826»

#### Другое
- «Музеи мира» — озвучивает тексты аудиогидов крупнейших музеев мира[30] (музей в Стамбуле, Пергамский музей в Берлине и др.)

## Признание

### Государственные и ведомственные награды
- 1999 год — почётное звание «Заслуженный артист Российской Федерации» — за заслуги в области искусства[2]
- 2014 год — лауреат Премии ФСБ России в области литературы и искусства за 2014 год в номинации «Актёрская работа» (2-я премия) — за роль начальника канцелярии тайных разыскных дел Андрея Ушакова в телесериале «Записки экспедитора тайной канцелярии» реж. Олег Рясков (2011), а также за участие в создании (озвучивании) многочисленных документальных фильмов об истории и сегодняшней деятельности отечественных спецслужб[31]

### Общественные награды
- Лауреат театральной премии «Чайка
» в номинации «Улыбка М» — за роль Ноздрёва в «Мистификации»
- 2000 год — лауреат театральной премии имени И. М. Смоктуновского
- 2007 год — лауреат театральной премии «Чайка» в номинации «Злодей» — за роль Кочкарёва в спектакле «Женитьба»[32]
- 2020 год — лауреат первой премии XIII Международного кинофестиваля «Восток-Запад. Классика и авангард» (Оренбург)[33]